# Distrito de Howrah
Pronunciação
Howrah (em bengali:  হাওড়া জেলা) é um distrito da Índia no estado de Bengala Ocidental. Código ISO: IN.WB.HR.
Compreende uma superfície de 1 467 km².
O centro administrativo é a cidade de Howrah.

## Demografia
Segundo o censo de 2011 contava com uma população total de 4 841 638 habitantes, dos quais 2 701 289 eram mulheres e 2 502 453 homens.